# Iomega Zip

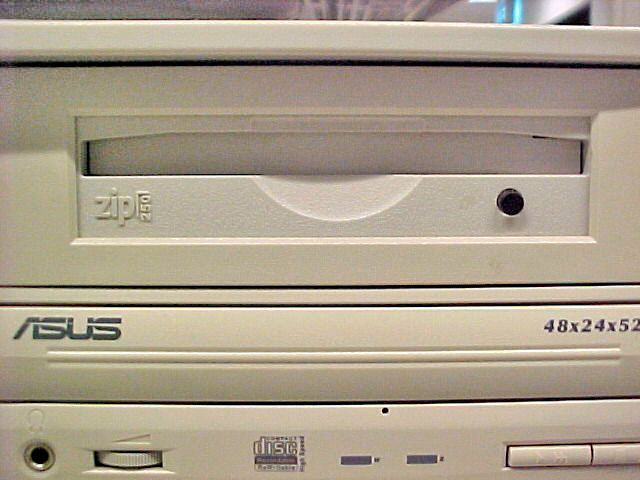
IDE Zip-250

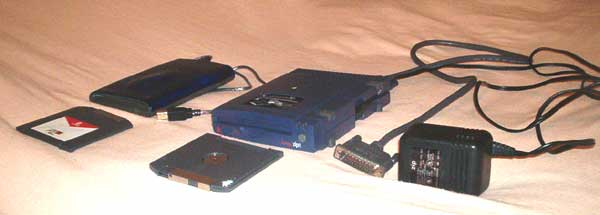

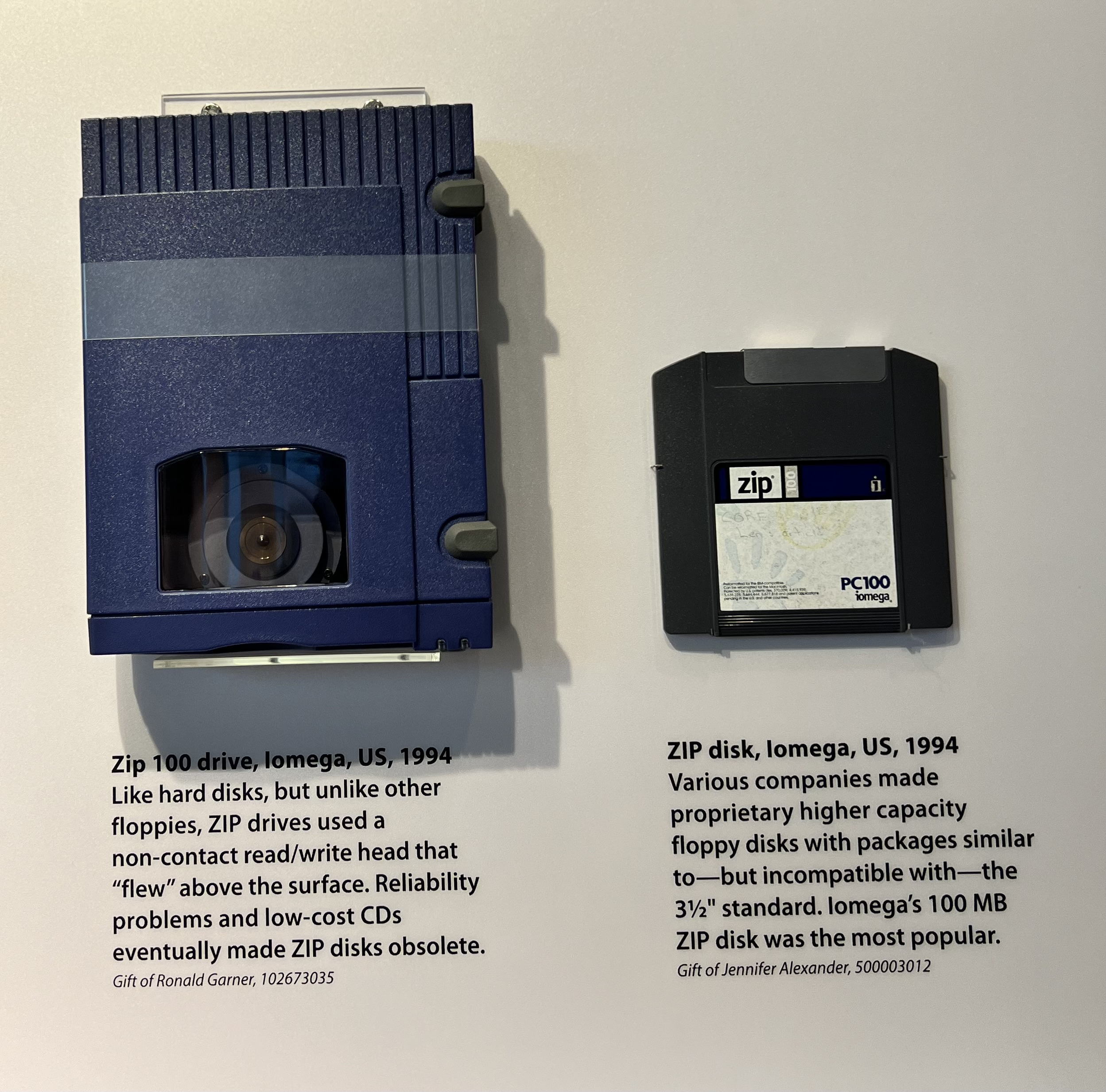
Zip 100 drive дисковод і дискета. 1994 рік.

Iomega Zip — сімейство накопичувачів на гнучких магнітних дисках, аналоги дискет, що мають більшу місткість. Розробила компанія Iomega наприкінці 1994 року. Носії першого покоління накопичувачів мали місткість близько 100 МБ, у накопичувачах другого та третього поколінь місткість збільшено до 250 та 750 МБ відповідно.
Формат став найпопулярнішим у сімействі super-floppy, але так і не набув такого статусу, як звичайні 3,5 дюймові дискети. Від початку 2000-их років Zip почали витісняти накопичувачі USB-флеш і перезаписувані диски CD-RW та DVD-RW, і до середини 2000-их вони практично вийшли зі вжитку.
Бренд Zip також використовували для внутрішніх і зовнішніх записувальних дисководів CD під назвами Zip-650 і Zip-CD.

## Загальна інформація

### Перше покоління: ZIP-100 (1994)
Носій інформації місткістю 100 663 296 байт (96 МБ).
Швидкість передавання даних — близько 1 МБ/с, час довільного доступу — близько 28 мс. Зовнішній привод мав інтерфейс LPT (роз'єм DB-25), переважно використовувався з PC, або SCSI (такий самий роз'єм), популярний серед користувачів Mac. Швидкість передавання даних через інтерфейс LPT визначалася можливостями порту і, як правило, була нижчою від максимальної швидкості приводу. Внутрішні приводи мали інтерфейс IDE або SCSI.

### Друге покоління: ZIP-250 (1999)
Диск мав місткість 250 640 384 байти (близько 239 МБ).

### Третє покоління: ZIP-750 (2002)
Місткість диска близько 750 МБ. Зовнішній привод мав інтерфейс USB 2.0 або FireWire.
Привод міг читати й писати диски 750 і 250 МБ, для дисків 100 МБ підтримувалося лише читання.

## Історія
З'явився 1994 року і став на деякий час популярним, такі фірми, як Dell та Apple вбудовували Zip у свої комп'ютери. Під впливом дещо менш зручних, але місткіших та дешевих приводів та носіїв CD-R/RW, а потім і DVD±R/RW, продажі Zip 2000 року різко знизилися, а на 2003 рік зменшилися в 4 рази. Надалі спад тривав і приблизно на 2006—2007 рік продажі практично припинилися. Хоча, як і раніше, продовжували використовуватись і випускатися до 2010 року, що пояснювалося перевагою магнітних носіїв порівняно з оптичними щодо захисту від механічних пошкоджень.

## «Клацання смерті»
На кожній дискеті Zip є чотири позиціювальні доріжки, т. з. "Z-треки". Якщо привод не знаходив Z-треків, що могло статися через несправність диска (доріжки пошкоджено або стерто магнітним полем) або приводу (порушено геометрію головок, пошкоджено головки), дисковод переводив головки в положення «паркування», а потім повторював спробу. Кожне паркування головок супроводжувалося гучним клацанням. Особливо гучними були клацання на дешевих приводах, які не мали амортизаторів. Такі періодичні клацання називалися «клацаннями смерті». Ці клацання не є небезпечними для привода і для дискет, але означали, що щось з них несправне і потребує заміни. Бувало, що записані напівсправним приводом дискети не читалися на нормальних дисководах, що викликало чутки про «заразність» клацань смерті.
Проте зрідка виникали справжні «заразні» клацання — їх причиною було механічне пошкодження диска чи приводу. Оскільки диск обертався зі швидкістю 3000 об/хв, великі задирки на диску могли відірвати головку, і дисковод вже не міг прочитати диск, що призводило до появи клацань. І якщо в дисковод з таким ушкодженням головки вставити справну дискету, відірвана головка також могла залишити на ній небезпечні задирки, які могли пошкодити інший дисковод.. Тому на відремонтовані або замінені за гарантією дисководах наносили написи із закликам перевіряти справність дискети перед вставленням у привод.